# KTM RC 250 GP
La KTM RC 250 GP è una motocicletta da competizione per la classe Moto3, progettata dalla KTM. Nella versione destinata al team clienti, venne chiamata anche, KTM RC 250 R. Partecipa anche al campionato monomarca, "Rookies Cup" della KTM.
Nel 2014 e dal 2020 questa moto, con lievi modifiche tecniche, viene portata in pista anche sotto le vesti della Husqvarna con il nome di Husqvarna Moto3 e Husqvarna FR 250 GP. Negli anni seguenti e fino al termine della stagione 2024, viene portata in pista anche con un altro marchio, sempre del gruppo Pierer, ossia Gas Gas oltre che per l'azionista CFMoto.

## Descrizione
Il telaio è un traliccio, mentre il forcellone è in alluminio,  esattamente come per il motore sono tutti componenti sviluppati dalla KTM. Il propulsore, denominato KTM M32, è dotato, per regolamento da un limitatore a 14 000 giri al minuto, mentre inizia a spingere a circa 10 500 giri minuto.  Per lo scarico si è ricorsi alla slovena Akrapovič. L'impianto frenante è composto da due dischi in acciaio sulla ruota anteriore e singolo sulla ruota posteriore. La presa d'aria, di forma ellittica, è posta sul cupolino, mentre il condotto che la raccorda all'airbox passa al di sotto del cannotto di sterzo. Il progetto venne coordinato da Sebastian Risse e Konrad Hefele, dal telaista Reinhard Mandl, dal motorista Heinz Payreder e dall'elettronico Christian Almer.

## Carriera agonistica
Utilizzata fin dall'edizione inaugurale del 2012 nella categoria Moto3 del Motomondiale; è anche motocicletta unica per la Red Bull Rookies Cup dal 2013.